# Rumi Neely
Rumi Neely es una bloguera de moda estadounidense conocida por su estilo y fotografía. Es de ascendencia japonesa, holandesa y escocesa.

## Información
Neely creó "Fashion Toast" en 2008 y en conjunto con una tienda de ropa vintage en eBay llamada "Treasure Chest Vintage". En 2009,  recibía más de 35,000 visitas al día. Hoy, el blog recibe
5.5 millones de visitas al mes, según Cision, haciéndolo uno de los sitios con más alto tráfico de su categoría.
Representada por Next Modeling Management en los Estados Unidos de América y por Les Pros Diversión en Japón, Rumi ha colaborado con varias marcas reconocidas con las que produjo una colección con gafas de sol Sunday Somewhere, colaboraciones de diseños adicionales con The Reformation y Dannijo, campañas de modelo para Free People, RVCA y Forever 21 y se ha asociado con otras marcas de ropa tales como REVOLVE Clothing y Shopbop.
Neely también trabajó como modelo para la campaña Save the Children de Bulgari, con Kristin Prim, la cual apoyaba los esfuerzos filantrópicos de la casa de moda así como para la presentación de moda en el Lincoln Center durante de la Semana de la Moda Mercedes-Benz de Rebecca Minkoff. Ha ganado tanto el premio "Mejor Blogger del Año" como el "Mejor Blog de Estilo Personal" en los Premios Bloglovin'. Y el Premio Elección de la Industria en los Premios Socialyte.
Neely ha sido reseñada por CNN Money, Teen Vogue, Lucky magazine, Glamour, Elle, VOGUE Australia, Cosmopolitan magazine, The Wall Street Journal, New York Magazine, Fashionista, The Daily Mail, The Daily Beast, StyleCaster, Popsugar y más.
En diciembre de 2014 Neely lanzado ARE YOU AM I, una lujosa línea de ropa para mujeres que se venderá exclusivamente en areyouami.com. Para el lanzamiento de la línea, Neely se asoció con REVOLVE Clothing para un pop-up limitado navideño en el centro comercial The Grove de Los Ángeles.